# Sud-est

Una rosa dels vents amb el sud-est destacat en rosa.

El sud-est, sovint indicat amb les sigles SE, és la zona intermèdia entre els punts cardinals sud i est (ubicada a 45 graus exactes de cadascun). Pot definir-se altrament com el punt de l'horitzó sensible entre el sud i l'est.
En una rosa dels vents, el sud-est equival al vent de Xaloc.